# Сарво Эдди Вибово
Са́рво Э́дди Вибо́во (индон. Sarwo Edhie Wibowo; 25 июля 1925, Пурвореджо — 9 ноября 1989, Джакарта) — индонезийский военный, политик и дипломат. Один из основателей индонезийских вооружённых сил. Радикальный антикоммунист, активный участник подавления попытки государственного переворота 30 сентября 1965 года, антикоммунистической чистки 1965—1966 годов и отстранения от власти президента Сукарно. При «новом порядке» занимал различные военные, политические и дипломатические посты. Критиковал президента Сухарто с праворадикальных позиций.

## Ранние годы. Служба у японцев. Начало карьеры в индонезийской армии
Родился в семье чиновника голландской колониальной администрации. С детства мечтал о военной карьере, увлекался восточными единоборствами. Был сторонником независимости Индонезии. Ориентировался на помощь со стороны Японской империи (по индонезийскому поверью тех времён, «белого человека поможет изгнать жёлтый человек с севера»).
В 1942 году с энтузиазмом поддержал японское вторжение на Индонезийский архипелаг. Вступил в организованное японскими оккупационными властями из индонезийцев ополчение ПЕТА (индон. Pembela Tanah Air — Защитники Родины). С отличием прошёл курс боевой подготовки, однако вскоре разочаровался в японцах, поскольку ПЕТА не участвовало в боях, оснащалось только тренировочным деревянным оружием и занималось в основном бытовым обслуживанием оккупационных войск.
В 1945 году Сарво Эдди примкнул к индонезийскому национальному ополчению, впоследствии преобразованному в вооружённые силы независимой республики. Решительно поддержал Декларацию независимости Индонезии от 17 августа 1945 года.

## Военная служба и политическая ориентация
Офицерскую службу проходил на острове Ява, командовал батальоном, затем полком. В 1962 году назначен начальником штаба элитного подразделения RPKAD (индон. RPKAD, от индон. Resimen Para Komando Angkatan Darat) — парашютно-десантного спецназа индонезийской армии. В 1964 году стал командиром RPKAD. Пользовался покровительством одного из высших руководителей индонезийской армии, начальника штаба сухопутных войск генерала Ахмада Яни.
Сарво Эдди придерживался правых политических взглядов, враждебно относился к Коммунистической партии Индонезии (КПИ), осуждал курс президента Сукарно на альянс с КПИ, сближение с СССР и КНР. Особенно негативно он оценивал деятельность министра иностранных дел Субандрио — главного проводника прокоммунистического влияния в окружении Сукарно, с середине 1960-х фактически определявшего не только внешнюю, но и внутреннюю политику Индонезии. Его полностью поддерживала мощная 3-миллионная компартия и командование ВВС. Командование сухопутных войск во главе с Яни выступило с решительным протестом против политики Субандрио. Сарво Эдди стал одной из ключевых фигур антикоммунистической военной оппозиции.

## Движение 30 сентября.Антикоммунистическая кампанияи разгром КПИ
В ночь с 30 сентября на 1 октября 1965 года группа ультралевых офицеров — сторонников Субандрио во главе с командиром батальона охоаны президента Сукарно подполковником Унтунгом Шамсури предприняла попытку государственного переворота. Мятежники убили шестерых высших руководителей сухопутных войск, в том числе Ахмада Яни. Верховное командование вооружёнными силами Индонезии взял на себя генерал Сухарто; Сарво Эдди встал на его сторону и принял активное участие в подавлении мятежа, проигнорировав предложение Унтунга и его сторонников выступить на их стороне. Под его командованием бойцы РПКАД отбили у мятежников захваченные в столице здания и заняли их главный оплот — авиабазу Халим.
Ответственность за мятеж Унтунга была возложена на компартию. Причастность коммунистического руководства к организации путча установлена не была, но политическая заинтересованность коммунистов в перевороте и их тесные связи с его лидерами были совершенно очевидны. Командование вооружённых сил во главе с Сухарто развернула террор против КПИ, и спецназ под командованием Сарво Эдди стал одним из основных орудий этого террора.

17 октября полк выехал на операцию по прочёсыванию и на следующий день прибыл в Семаранг. Отсюда начался кровавый марш отрядов Сарво Эдди по городам и сёлам Центральной и Восточной Явы.

Парашютисты РПКАД уничтожили десятки тысяч коммунистов на Яве, Бали и Суматре. Зачастую Сарво Эдди лично руководил расстрелами и организовывал антикоммунистические ополчения в деревнях. В тесном контакте с армией действовали боевики католической группировки KASBUL (лидер — Патер Бек) и мусульманские боевики объединения KAP Gestapu (лидер — Субхан ЗЭ).

Прибытие войск Сарво Эдди одухотворило массовое мусульманское движение.

Бурхануддин ЗР

Точная численность погибших в Индонезии осенью 1965 — весной 1966 неизвестна. Оценки, как правило, колеблются в диапазоне от 500 тысяч до 1,5 миллиона. Однако незадолго до смерти Сарво Эдди назвал цифру в 3 миллиона убитых.
Сарво Эдди пользовался огромной популярностью у антикоммунистически настроенной учащейся молодёжи. В начале 1966 года студенческое движение КАМИ (лидер — Космас Батубара) выдвинуло к Сукарно Три народных требования (TRITURA): роспуск и запрещение КПИ, арест прокоммунистических министров, снижения потребительских цен; Сарво Эдди публично солидаризировался с TRITURA. Сукарно ответил запретом КАМИ, однако армия поддержала студентов. После этого Сарво Эдди был зачислен в Университет Индонезия университет в качестве почётного студента.

## Участие всвержении Сукарно
В первые месяцы 1966 года Сукарно формально оставался президентом, хотя реальная власть перешла к генералитету во главе с Сухарто. 24 февраля массовые молодёжные демонстрации студентов (КАМИ) и школьников (КАППИ) с требованиями отставки Сукарно и ареста Субандрио переросли в беспорядки. В столкновении с президентской охраной несколько демонстрантов погибли. Субандрио грозил «ответным террором». Сарво Эдди был сторонником устранения президента, но Сухарто удерживал его от силовых действий. Однако было принято решение об аресте министров, известных симпатиями к КПИ, выполнение которого поручалось ПРКАД.
11 марта 1966 года спецподразделение Сарво Эдди окружило президентский дворец, после чего Сукарно и Субандрио покинули Джакарту. Вернулись они на следующий день только под гарантии сохранения жизни, полученные от Сухарто. Президент предоставил Сухарто право действовать от своего имени, подписав указ, известный как Суперсемар (индон. Supersemar, от индон. Surat Perintah Sebelas Maret — Указ от 11 марта). Год спустя Сукарно был лишён и номинального титула президента, окончательно передав Сухарто президентские полномочия. Субандрио был осуждён на смертную казнь, заменённую пожизненным заключением. Он провёл в тюрьме около 29 лет, выйдя на свободу лишь в 1995 году, в 81-летнем возрасте.

## Служба при режиме Сухарто. Радикал «Нового порядка»
До 1967 Сарво Эдди командовал спецподразделением Kopassus (название RPKAD с декабря 1966; индон. Kopassus, от индон. Komando Pasukan Khusus). В 1968—1970 командовал военным округом в Папуа, руководил подавлением сепаратистского повстанчества.
После окончательного утверждения Сухарто у власти Сарво Эдди примкнул к группе военачальников, получившей название «радикалы нового порядка». Они выступали за продолжение репрессий, искоренение наследия Сукарно, создание массовых организаций в поддержку нового режима и активную модернизацию страны.
Активность и популярность Сарво Эдди вызывали опасения Сухарто, и он принял меры к тому, чтобы отстранить его от принятия государственных решений. Вначале президент перевёл Сарво Эдди с Явы на Суматру, а затем отправил на Новую Гвинею — подавлять папуасское национальное движение. Сарво Эдди получил генеральское звание, но был отодвинут от политики.

## Конфликты с Сухарто. Дипломат и идеолог
В 1970 году Сарво Эдди выступил с критикой Сухарто за потворство коррупции в государственном аппарате. После этого он был окончательно выведен из внутриполитической жизни и снят с командных должностей в армии. В 1970—1973 годах он возглавлял Академию вооружённых сил Индонезии. (Он являлся признанным авторитетом в области спецопераций, контрповстанчества и нетрадиционных методов войны.) В 1973—1978 годах — посол Индонезии в Южной Корее, активно проводил политику сближения с антикоммунистическим режимом Пак Чжон Хи, сотрудничества с ВАКЛ. В 1978—1983 годах — генеральный инспектор министерства иностранных дел Индонезии.
В 1982 году Сухарто развернул идеологическую кампанию, призванную придать второе дыхание принятой ещё при Сукарно концепции «Панча сила» (вера в единого Всевышнего, гуманность и справедливость, демократия, единство Индонезии, социальная справедливость). В версии Сухарто «Панча сила» включала элементы традиционных яванских верований, установки буржуазной модернизации и антикоммунизма. В 1984 году Сарво Эдди был назначен руководителем государственного центра пропаганды и идеологического воспитания, в 1987 году был избран депутатом индонезийского парламента. Однако уже в 1988 году он сложил с себя все полномочия в знак протеста против назначения вице-президентом (и как тогда предполагалось — преемником Сухарто) генерала Судармоно. Сарво Эдди считал Судармоно политиком беспринципным и коррумпированным.

## Оценки деятельности
Скончался Сарво Эдди 9 ноября 1989 года в возрасте 64 лет.
Сарво Эдди пользуется в Индонезии уважением как один из создателей национальной армии, участник борьбы за независимость, соратник Ахмада Яни. Жестокость террора 1965—1966 считается теперь чрезмерной. Однако подавление мятежа Унтунга и разгром компартии признаются необходимыми мерами — предотвратившими установление коммунистического режима, «индонезийскую полпотовщину» и попадание страны под контроль маоистского Китая. Отдаётся должное и антикоррупционным выступлениям Сарво Эдди во времена Сухарто.
Негативно относятся к Сарво Эдди индонезийские коммунисты, представители левых сил, родственники жертв репрессий. Кроме того, деятели нынешней оппозиции критикуют его сыновей, утверждая, будто военная карьера Прамоно Эдди и политическая карьера Хартанто Эдди — следствие протекционизма и родственных связей с президентом Юдойоно.

## Семья
Семейство Эдди Вибово занимает важное место военно-политической элите Индонезии. Женой Сарво Эдди была Сунатри Шри Хадия (индон. Sunarti Sri Hadiyah). Его дочь Кристиани Херавати (индон. Kristiani Herawati) — жена Сусило Бамбанг Юдойоно, президента Индонезии в 2004—2014 годах. Старший сын Прамоно Эдди Вибово (индон. Pramono Edhie Wibowo) — командующий сухопутными войсками Индонезии в 2011—2013 годах. Ранее он был командиром спецподразделения Kopassus — бывшего РПКАД, во главе которого служил его отец. Младший сын Хартанто Эдди Вибово (индон. Hartanto Edhie Wibowo) был депутатом парламента от Демократической партии. Также у Сарво Эдди есть и другие дети — Виджиасих Чахьясаси (индон. Wijiasih Cahyasasi), Врахасти Чендравасих (индон. Wrahasti Cendrawasih) и Матсури Рахаю (индон. Mastuti Rahayu).

## Интересные факты
Сарво Эдди был спортсменом высокого класса, возглавлял индонезийскую Федерацию тхэквондо.